# Achilla hecate
Achilla hecate är en insektsart som beskrevs av Alexander Fyodorovich Emeljanov 1991. Achilla hecate ingår i släktet Achilla och familjen vedstritar. Inga underarter finns listade i Catalogue of Life.